# Pterominga
O pterominga é uma espécie com origem na mutação do pterossauro. Este animal tem um organismo similar ao do pterossauro com a particularidade deste ser cor-de-rosa, daí o seu nome ( Pterominga = Ptero- (pterossauro) + -minga (flamingo)). O seu nome também tem, também, a individualidade de estar no feminino, pelo interessante facto de, até aos dias de hoje, só terem sido encontrados esqueletos de indivíduos fêmea.
Esta espécie viveu, enquanto comunidade, durante a era do Mesozóico e, com a extinção dos dinossauros, todos os seus indivíduos, com a exceção de um, morreram. Assim, os pteromingas estão inseridos na categoria de espécies em vias de extinção.

## Principais Características
Os pteromingas, assim como mencionados anteriormente, têm um organismo semelhante ao dos pteromingos, sendo portanto répteis voadores de sangue quente (endotérmicos). A única diferença está no facto destes serem cor-de-rosa, podendo esta cor mudar com a sua alimentação, assim como ocorre nos flamingos. Estes, ao contrário dos pterossauros, são dinossauros.

## O Último Indivíduo Desta Espécie
Como um meio de sobrevivência sabe-se, através da pouca pesquisa revelada ao púbico, que o último indivíduo, que irá ser aqui chamado de Indivíduo X, sofreu vários processos de mutência (mut- (mutação) + -ência (existência)), processo apenas visto neste indivíduo em que ocorrem mutações durante a vida. Assim como dito acima, isto ocorreu como um meio de prolongar a sua existência, ou seja, de modo a se poder integrar na comunidade da atualidade. Atualmente, o Indivíduo X aparenta um ser humano, não só fisicamente, mas todo o seu organismo sofreu alterações até este ser uma réplica do organismo do ser humano. Com isto é impossível diferenciar o Indivíduo X de um ser humano normal, conseguindo manter o sigilo da sua identidade. Também não é conhecida a sua idade, mas sabemos que a sua longevidade não pode ser calculada.